# Saco de plástico

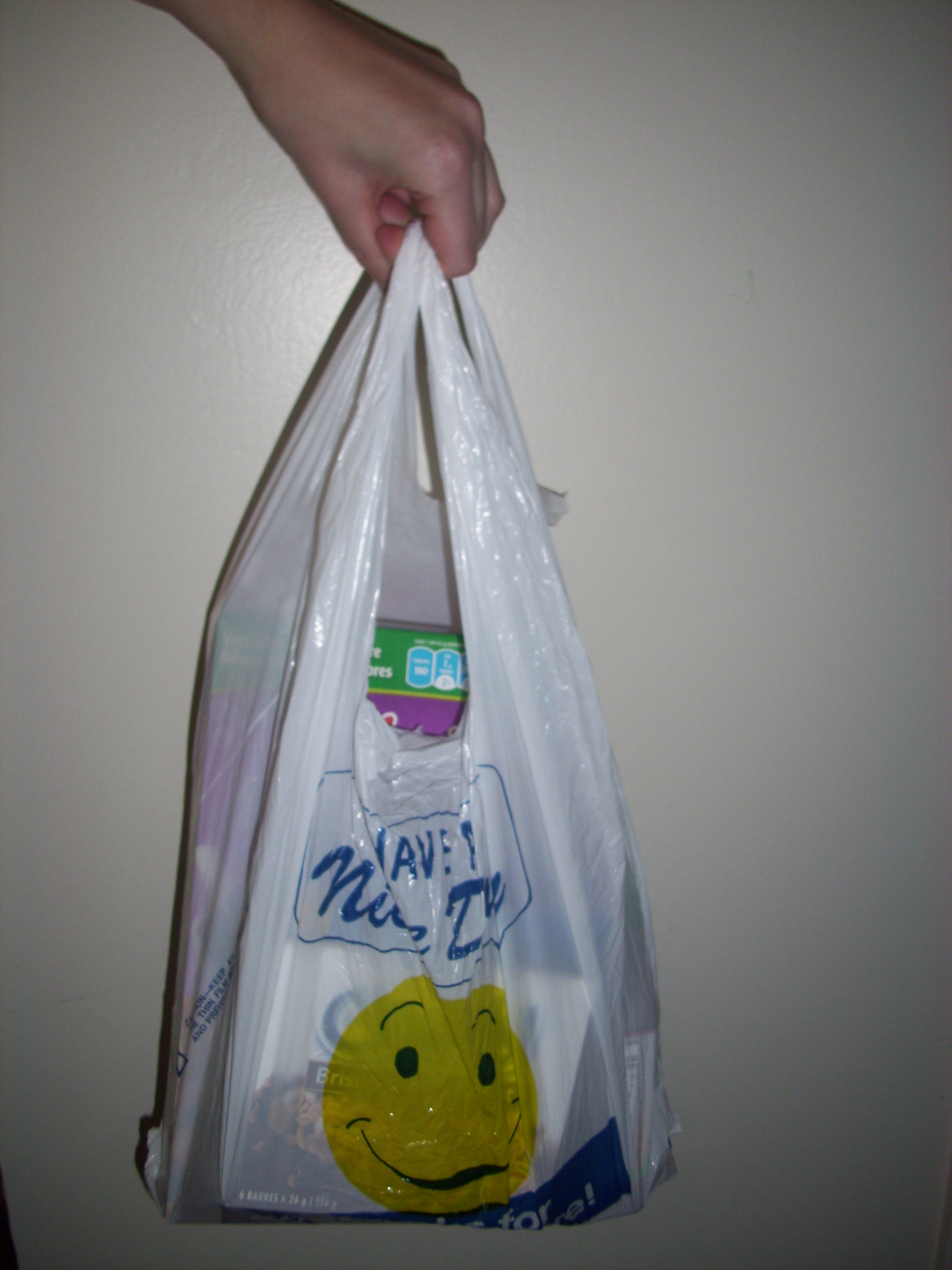
Saco de plástico

Um saco de plástico ou sacola de plástico é um objeto fabricado em plástico e utilizado para transportar pequenas quantidades de mercadorias. Introduzidos na década de 1970, os sacos de plástico depressa se tornaram muito populares, especialmente através da sua distribuição gratuita nos supermercados e outras lojas. São também uma das formas mais comuns de acondicionamento dos resíduos domésticos e, através da sua decoração com os símbolos das marcas, constituem uma forma barata de publicidade para as lojas que os distribuem. Os sacos plásticos podem ser feitos de polietileno de baixa densidade, polietileno linear, polietileno de alta densidade ou de polipropileno, polímeros de plástico não biodegradável, com espessura variável entre 18 e 30 micrômetros. Anualmente, circulam em todo o mundo entre 500 a 1000 bilhões destes objetos.
O saco de plástico é uma forma muito utilizada pelo homem e também muito prejudicial para o meio ambiente. Este serve de transporte para alimentos, mercadorias e objetos diversos. São práticos para o homem, porém péssimos para o ambiente. Por isso, algumas pessoas têm reduzido o seu consumo, utilizando sacolas retornáveis para compras e sacos feitos de jornal para colocar o lixo de cestos da cozinha e do banheiro.

## Fabricação
Os sacos de plástico são obtidos pelo processo de produção de polímeros denominado extrusão e inflação. É extrudido um tubo oco de paredes finas, que é então inflado com pressão de ar; forma-se um fluxo contínuo que obtém uma película de filme plástico que, quando arrefecida, pode ser enrolada e depois impressa e termo soldada. O saco mais corrente, denominado "bretelle", tem um custo aproximado de 1 centavo.

## Problemas ambientais
Os sacos de plástico não são formas de transporte inócuas para o ambiente por dois motivos essenciais: o elevado número de sacos produzidos por ano (cerca de 150 por pessoa por ano) e a natureza não biodegradável do plástico com que são produzidos. Além disso, a manufactura do polietileno faz-se a partir de combustíveis fósseis e acarreta a emissão de gases poluentes.
Calcula-se que cerca de 90% dos sacos de plástico acabam a sua vida em lixeiras, ou como resíduos ou como contentores de desperdícios. Na verdade estes objetos ocupam apenas cerca de 0,3% do volume acumulado nas lixeiras. Mesmo assim, dada a sua extrema leveza, se não forem bem acondicionados os sacos de plástico têm a tendência de voar e espalhar-se pelo meio ambiente. Esta situação pode provocar outros tipos de poluição.
Quase todos os sacos de plástico não acondicionados em lixeiras acabam, mais cedo ou mais tarde, por chegar aos rios e aos oceanos. Os ambientalistas chamam a atenção para este problema e citam o fato de milhares de baleias, golfinhos, tartarugas-marinhas e aves marinhas morrerem asfixiadas por sacos de plástico. O caso ocorreu em 2002, quando uma baleia anã deu à costa da Normandia com cerca de 800 kg de sacos de plástico encravados no estômago.

## Perspectivas sobre os sacos plásticos

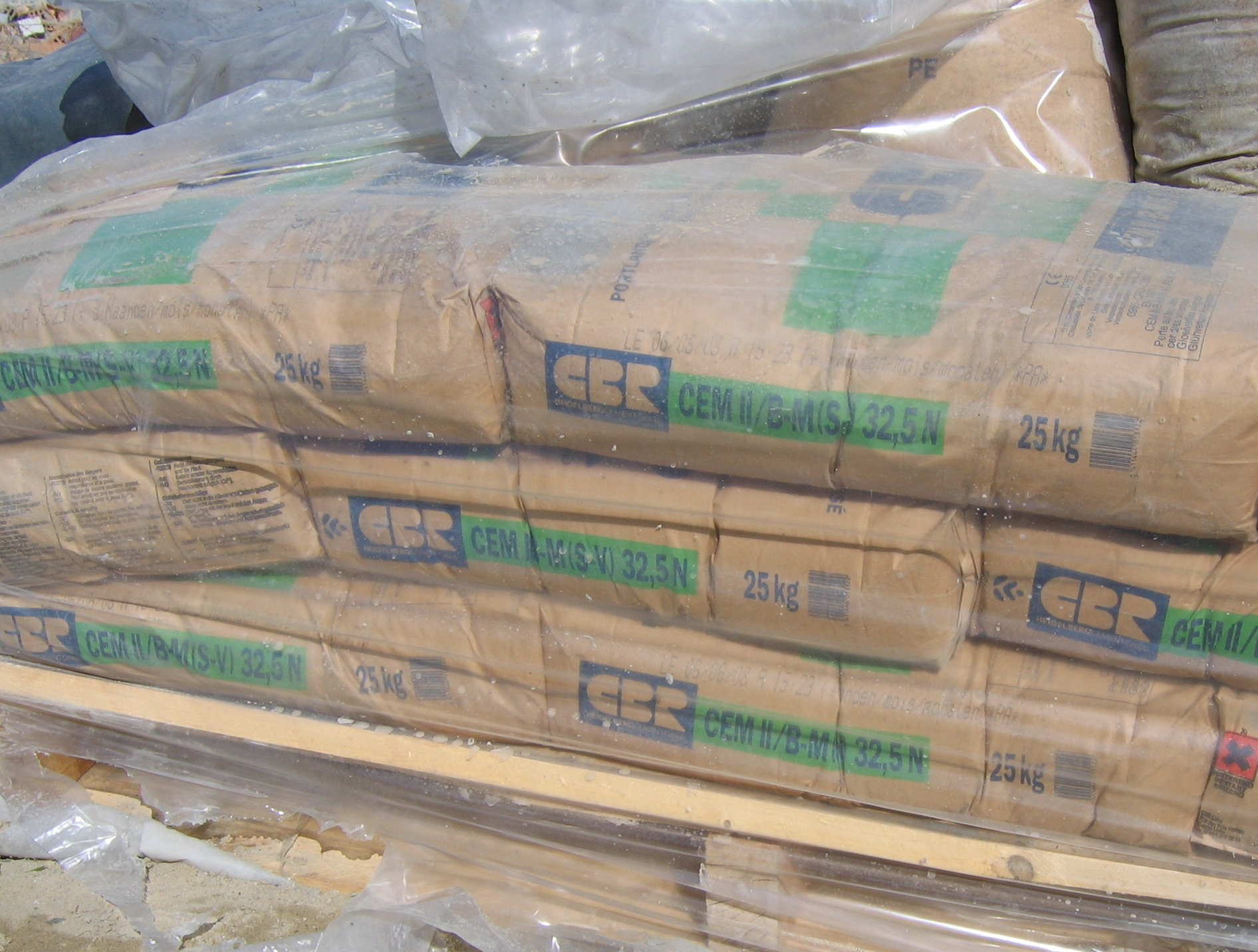
Sacos de cimento.

Em países como a Irlanda, que foi o primeiro a tomar medidas sobre a produção descontrolada de sacolas de plásticos ao introduzir o PlasTax em 2002, um imposto que cobra 0,15 € ao consumidor por cada saco distribuído, têm-se vindo a diversificar as ideias para restringir a circulação e distribuição de sacos. O resultado da iniciativa irlandesa foi a angariação de cerca de 23 milhões de euros para serem investidos em projectos ambientais e uma redução no consumo de 90%. O Reino Unido encontra-se de momento a estudar a hipótese de aplicar legislação semelhante. Na Alemanha, os sacos de plásticos são pagos pelo consumidor em todos os supermercados e é habitual o uso de sacos de pano reutilizáveis ou caixas de cartão. 
No Brasil, o uso de sacos de plástico é generalizado e na maioria das lojas é distribuído gratuitamente. Segundo a Associação Brasileira de Supermercado (Abras) o número de unidades consumidas pela população brasileira em 2012 foi de aproximadamente 12 bilhões, ou 0,2% dos resíduos sólidos do país. Em 2011, o consumo teria sido de 13,2 bilhões de sacolas.
Em Itália, que consumia cerca de 25% dos sacos de plástico da Europa, a distribuição de sacos de plástico nas superfícies comerciais está proibida a partir de 1 de janeiro de 2011. O governo italiano aposta nos sacos biodegradáveis ou de papel. 
Outros países da Europa procuram ensaiar soluções para reduzir o uso. 
Em Portugal, em 15 de dezembro de 2010, foi aprovado um projeto de lei proposto pelo PSD que obriga a uma redução de 90% no fornecimento de sacos nos supermercados até 2016, e outro do PS para aplicar um "sistema de desconto mínimo" no valor de pelo menos 1% a partir de 5€ de compras a quem prescinda totalmente dos sacos de plástico fornecidos gratuitamente pelas superfícies comerciais.
Uma taxa de dez cêntimos sobre os sacos de plástico entrou em vigor a 15 de fevereiro de 2015 e pretendia reduzir a utilização de 466 sacos por habitante e por ano, uma das mais elevadas da Europa, para 50 sacos. A medida integrada na Fiscalidade Verde e avançada pelo ministro do Ambiente, Jorge Moreira da Silva, tem como objetivo principal contribuir para o decréscimo da quantidade plásticos que estão a poluir o ambiente. As previsões apontavam para a recolha de 40 milhões de euros como resultado da aplicação desta taxa em 2015, e o valor recebido foi de 1,5 milhões de euros.
Em alguns países africanos, o problema chegou a tais proporções que na África do Sul o saco de plástico foi apelidado de flor nacional por Mohammed Valli Moosa, o Ministro do Turismo e Ambiente. Este país introduziu recentemente uma lei que torna ilegal o uso de sacos com menos de 30 micrómetros, uma medida destinada a torná-los mais caros e fomentar a reutilização.
Em todo o mundo são já muitas as cidades onde o uso do saco de plástico foi banido para as compras normais. O portal de informação Plastic Free Times, detido pela Plastic Pollution Coalition (PPC), elaborou um mapa de toda as cidades que já os baniram e ainda as cidades onde há uma taxa pela utilização de sacos, ou onde são proibidas as garrafas de plástico..

## Na arte
No filme American Beauty, de Sam Mendes, uma das suas imagens mais emblemáticas, simbolizando talvez a beleza efêmera dos instantes.(marcada, ainda assim, por um objeto conotado com o consumismo típico da sociedade dos Estados Unidos), é a gravação, por uma das personagens, de um saco de plástico que esvoaça num movimento circular junto a uma parede.

## Soluções
Foram desenvolvidos materiais plásticos biodegradáveis que prometem, a um custo um pouco maior, resolver o problema ambiental causado pelos sacos comuns. Consta que um saco plástico comum pode demorar cerca de 100 anos (dependendo da exposição à luz ultravioleta e outros fatores) para se decompor enquanto que o novo material levaria cerca de 60 dias
Em São Paulo, empresas produzem o produto com plástico biodegradável a partir de polímeros do álcool. O setor de biotecnologia do IPT desenvolveu um plástico derivado, por ação de uma bactéria, do açúcar de cana.
O fungo Pestalotiopsis microspora é capaz de alimentar-se de materiais plásticos compostos à base de poliuretano. 
A fábrica da BASF em Ludwigshafen, na Alemanha, dobrará a partir de 2006 a produção de seu plástico biodegradável, o Ecoflex.
Como uma grande alternativa contra o consumo excessivo de sacolas de plástico, é a utilização de sacolas retornáveis ou sacolas ecológicas, confeccionada em sua maioria em algodão cru e outros tecidos.